# Wilhelm Hauff
Wilhelm Hauff (n. 29 noiembrie 1802, Stuttgart, Ducatul Württemberg – d. 18 noiembrie 1827, Stuttgart, Regatul Württemberg ) a fost un poet și prozator german din perioada romantică. A făcut parte din cercul poeților romantici germani, Schwäbische Dichterschule.
Este autorul operei Povestea lui Muck cel Mic, pe baza căreia s-a realizat un desen animat în 2003 în Rusia.
A scris basme romantice cultivând fantasticul popular autohton și oriental, nuvele cu accent de satiră social-politică.

## Viața și opera
Hauff a fost fiul lui August, un jurist care lucra în administrația din Würtenberg, și al Wilhelminei (n. Elsässer). În 1800 tatăl lui Wilhelm Hauff a fost închis, fiind acuzat că ar fi membru al unei organizații revoluționare ilegale. Cu toate că a fost eliberat și reabilitat când acuzațiile s-au dovedit a fi false, experiența l-a afectat într-atât încât a decedat la vârsta de 37 de ani. După decesul soțului, Wilhelmine s-a mutat în casa părintească din Tübingen cu cei patru copii: Hermann, Wilhelm, Marie și Sophie.
În biblioteca bunicului Wilhelm, care era consilier la Curtea Supremă, a devorat cărți de toate felurile: povești cu bandiți, romane cavalerești, romane istorice, Goethe, Schiller, Jean Paul, Wieland, Lessing etc.
Situația economică nepermițând familiei să-i dea pe ambii fii la universitate, fratele mai mare, Hermann, a fost cel căruia i s-a acordat acest privilegiu. Dar deoarece în Șvabia statul le plătea studiile celor care studiau teologia, Wilhelm a fost trimis mai întâi la școala mănăstirii din Blaubeuren, după care s-a înscris la schitul evanghelic din Tübingen, unde a studiat teologia și filologia. Cu toate că și-a luat doctoratul în teologie, Hauff nu s-a arătat prea interesat să urmeze o carieră în preoție, alegând să se angajeze ca preceptor al familiei președintelui Consiliului de război din Stuttgart, von Hügel. Educarea celor doi fii ai acestuia îi lăsau însă suficient timp liber pentru proiectele lui literare. 
În aprilie 1825 a terminat manuscriptul primului almanah de povești, iar în august i-a apărut Mitteilungen aus den Memoiren des Satan („Comunicări din memoriile Satanei”), lucrare care a stârnit imediat interesul publicului. În același an a publicat Der Mann im Mond oder der Zug des Herzens ist des Schicksals Stimme („Omul în Lună sau Impulsul inimii este vocea destinului”) sub numele unui autor popular al vremii, H. Clauren (pe numele său adevărat Carl Heun), fără voia acestuia și scris în stilul lui, ca persiflare. Romanul, scris în doar 6 săptămâni, a fost cauza unui proces intentat editurii la care îl publicase Hauff, editura fiind obligată să plătească o despăgubire 50 de taleri pentru inducerea în eroare a publicului. Dar scandalul a făcut ca Hauff să primească cereri de colaborare la reviste și almanahuri. În prima jumătate a anului 1826 a scris povestirile Othello și Die Sängerin („Cântăreața”), romanul istoric Leichtenstein și o continuare a Memoriilor Satanei. În aprilie și-a dat demisia din postul de preceptor al familiei von Hügel, și pleacă într-o călătorie în Franța, Flandra și Germania de Mijloc și de Nord. În timpul sejurului de 6 săptămâni la Paris a scris un al doilea almanah al poveștilor și Controvers-Predigt über H. Clauren, o analiză perspicace a genului de romane triviale. Tot în același an a scris nuvela Die Bettlerin vom Pont des Arts („Cerșetoarea de la Pont des Arts”) și un al treilea almanah de povești (Das Wirtshaus von Spessart, „Hanul din Spessart”).
În 1827 a preluat funcția de redactor-șef al ziarului Morgenblatt für gebildete Stände, publicat de editura din Stuttgart Cotta. Venitul regulat i-a permis să se căsătorească, cu verișoara Luise Hauff, cu care se logodise de Paști în 1824.
În 1827 publică și Phantasien im Bremer Rathskeller („Fantazii din crama primăriei orașului Bremen”) și nuvelele Die letzten Ritter von Marienburg („Ultimii cavaleri din Marienburg”), Jud Süß („Evreul Süß”) și Das Bild des Kaisers („Portretul Împăratului”). În august întreprinde o călătorie în Tirol pentru a aduna material pentru un roman despre Andreas Hofer, din care se întoarce acasă îmbolnăvit. La începutul lui noiembrie se însănătoșește într-o oarecare măsură, dar la scurt timp are o recidivă serioasă. 
Mai prinde nașterea fiicei Wilhelmine pe data de 10 noiembrie, dar decedează la 18 noiembrie 1827, la vârsta de 24 de ani. Este înmormântat la cimitirul Hoppenlau din Stuttgart.
În cinstea lui există un premiu pentru literatură de copii și tineret.

## Scrieri
- Märchen-Almanach auf das Jahr 1826 - 1828 („Almanahul poveștilor din anul 1826 - 1828”)
- 1826: Lichtenstein, scriere prin care poate fi considerat întemeietor al romanului istoric german
- 1825: Der Mann im Mond („Omul în lună”), roman prin care parodiază modelele și moravurile timpului
- 1826: Die Geschichte von dem Gespensterschiff ("Povestea vasului fantoma")
- 1827: Phantasien im Bremer Ratskeller („Fantezii din crama primăriei orașului Bremen”)
- 1828: Novellen („Nuvele”)
  - Hanul din Spessart  (Das Wirtshaus im Spessart)
  - Inimă rece (Das kalte Herz)

## Traduceri în română
- Muc cel mic, traducere de Irina Vlad în Povești nemuritoare, vol. 2, Editura Tineretului.

## Adaptări
- 1950 Inimă rece (Das Kalte Herz), regia Paul Verhoeven
- 1958 Hanul din Spessart, regia Kurt Hoffmann